# Owasco (New York)
Owasco est une ville située dans le comté de Cayuga, dans l' État de New York, aux États-Unis,. En 2010, elle comptait une population de 3 793 habitants, estimée au 1er juillet 2016 à 3 678 habitants. Owasco est un mot indien signifiant pont ou lac du pont flottant.

## Démographie
Lors du recensement de 2010, la ville comptait une population de 3 793 habitants. Elle est estimée, en 2016, à 3 678 habitants.